# Свитанок (Гребёнковский район)
Свитанок (укр. Світанок) — село,
Тополевский сельский совет,
Гребёнковский район,
Полтавская область,
Украина.
Код КОАТУУ — 5320886203. Население по переписи 2001 года составляло 395 человек.

## Географическое положение
Село Свитанок находится в 2,5 км от правого берега реки Слепород.
Рядом проходит железная дорога, станция 143 км.

## История
- ? — основано как разъезд Боярский.
- 1924 — переименовано в село Свитанок.

## Экономика
- ЧП «Свитанок».

## Объекты социальной сферы
- Школа І ст.
- Фельдшерско-акушерский пункт.